# Vườn Thường Mậu
Vườn Thường Mậu là một vườn ngự uyển của hoàng gia nhà Nguyễn xây dựng vào năm Minh Mạng thứ 21 (1840). Vườn này tọa lạc tại phường Thừa Đức, phía nam Tịch Điền trong Kinh thành Huế, nay trở thành một phế tích nằm trong khu vực nhà máy dệt Phú Xuân ở phía Đông đường Nguyễn Trãi, phường Tây Lộc, thành phố Huế.

## Kiến trúc

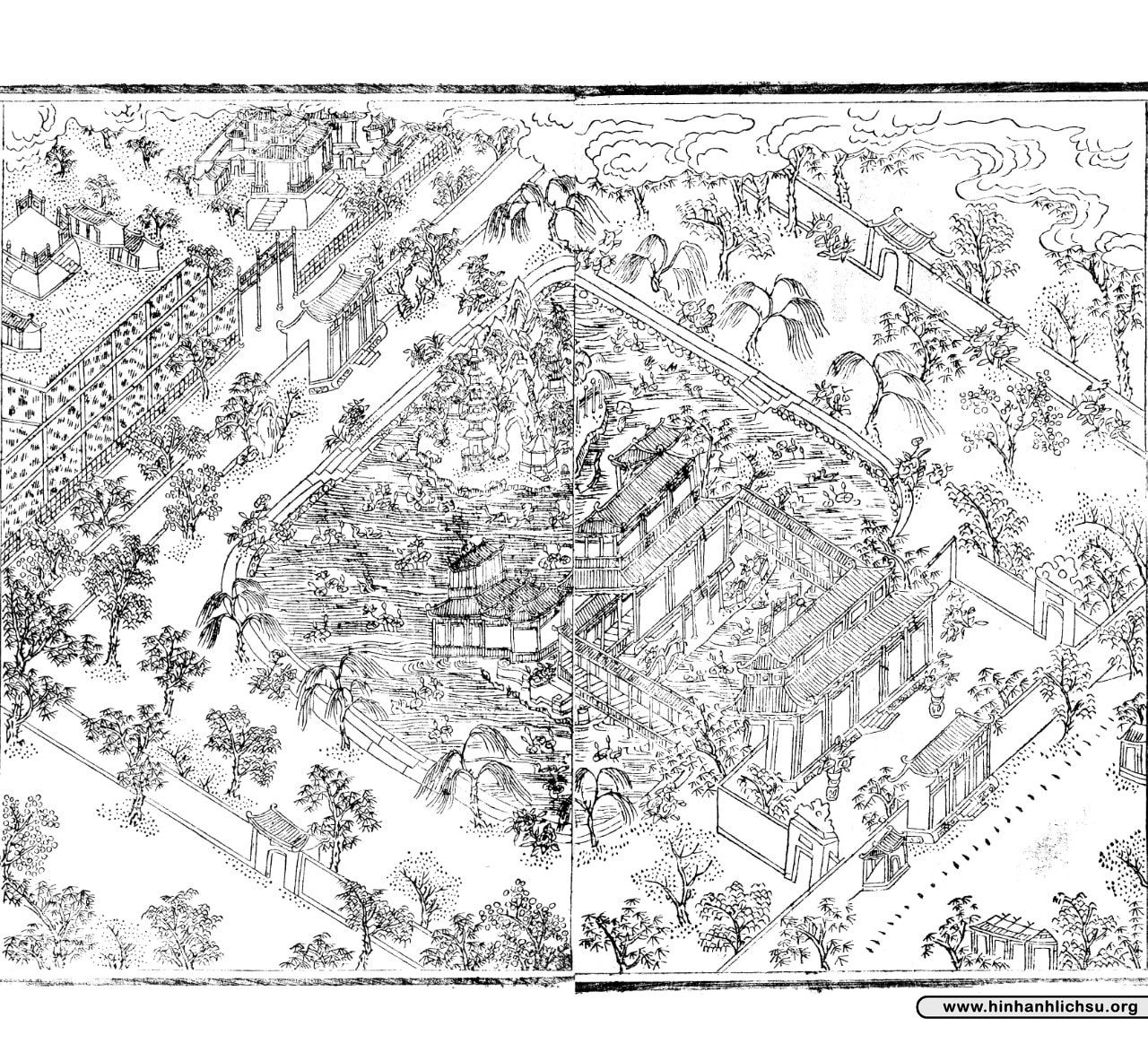
Cảnh vườn Thường Mậu được vua Thiệu Trị miêu tả trong chùm thơ Thần kinh nhị thập cảnh.

Trong khu vườn có nhà Chỉ Thiện với kiến trúc 5 gian 2 chái, cột bên bắc treo biển đề là "Tàng tu du tức". Bên tả bên hữu trước nhà đều xây tường ngăn, bên tả là cửa Thường Ninh, cửa Thường đạo; bên hữu là cửa Thường Thái, cửa Thường Tại.
Phía bắc nhà là hồ Thanh Minh, giữa hồ có đảo lớn gọi là đảo Bồng Hồ, trên đảo là lầu Thừa Ân, 5 gian 2 tầng, cửa kính, phía nam là hiên Tu Tề, biển đề là "Nhật tư hiếu hữu" phía bắc là nhà Tâm Trai, có biển đề là "Đào thực tính tình". Phía nam hành lang vòng bên tả bên hữu hiên Tu Tề qua hồ Thanh Minh liền với nhà Chỉ Thiện; khoảng giữa hành lang vòng bên tả là cầu Quang Phong; khoảng giữa hành lang vòng bên hữu là cầu Tế Nguyệt. Hành lang cánh gà bên hữu nhà Tâm Trai chiết góc về phía bắc bên tả là nhà tạ Trừng Thanh, bên hữu là gác Thông Minh, đều ở giữa chỗ nước, hướng bắc. Cửa phường bên nam bên bắc ở hồ chính giữa trước hiên đều 3 cửa, cột gạch, trang trí bằng mảnh sứ ghép lại, biển ở cửa phường bên bắc đề là: "Thiên chân lạc thú" và "Vô hạn phong quang"; biển ở cửa phường bên nam đề là "Thiên nhiên cảnh sắc" và "Chỉ ư chí thiện". Giữa hồ ở phía bắc lầu có núi gọi là núi Tam Thọ, phía nam núi là đình Lục Hợp, phía đông là quán Tứ Đại, phía tây là tháp Giác Viên.
Bốn chung quanh hồ, phía đông nam là Vũ Trúc nhai, phía tây nam là Sương Tần phố, phía đông bắc là đò Phong Hòe, phía tây bắc là bến Yên Liễu, phía đông có giếng Cam Lễ. Lấy tường cung phía nam làm cửa Phương Mậu, phía bắc làm cửa Phong Mậu, phía đông làm cửa Thúy Mậu, phía tây làm cửa Tư Mậu.

## Lịch sử
Theo Đại Nam Nhất Thống chí thì vườn được xây năm Minh Mạng thứ 21 (1840), nhằm mở một khu vườn trước khu Tịch Điền, đặt tên là Thường Mậu viên. Vật liệu để đắp núi, đào hồ được lấy từ ở hiên và lầu trong Ngự Uyển. Vườn là nơi vua làm nơi nghiên cứu Kinh, sử trong thì giờ rảnh việc.
Dự định ban đầu của vua Minh Mạng khi xây dựng khu vườn này là làm nơi nghỉ ngơi và học tập cho Hoàng tử Miên Tông. Sau khi lên ngôi, đến năm 1843 vua Thiệu Trị cho sửa lại khu vườn với quy mô rộng thêm để làm nơi nghỉ ngơi sau mỗi lần làm lễ tịch điền.
Sau khi vua Minh Mạng mất, nhân một lần đi qua vườn Thường Mậu, nhìn thấy lầu Thừa Ân trong lòng vua Thiệu Trị đau xót cảm khái mãi không thôi nên cho đổi tên lầu đó làm lầu Kỷ Ân truyền cho Hữu ty đem dụ này khắc vào bia đá dựng ở vườn để cho rõ việc này.
Vườn Thường Mậu được cho tu bổ, sửa chữa vào năm Thiệu Trị thứ nhất (1843) và năm Tự Đức thứ 12 (1859) và năm Tự Đức thứ 13 (1860).
Năm 1885, sau khi Kinh thành thất thủ, khu vườn này ngày một suy tàn. Hiện nay khu vườn đã trở thành một phế tích nằm trong khu vực nhà máy dệt Phú Xuân ở phía Đông đường Nguyễn Trãi, phường Tây Lộc, thành phố Huế. Khu vực nhà máy dệt Phú Xuân cũng đã được giải tỏa để bảo vệ di tích.

## Trong thơ ca
Với thiết kế cảnh quan nói trên, khu vườn đã được vua Thiệu Trị miêu tả trong bài Thường Mậu quan canh, được xem là đệ bát cảnh trong Thần Kinh nhị thập cảnh.
| “                                      | Chót vót lầu cao giữa khoảng không, Nhìn xa quang cảnh chốn nương đồng. Ba đường dẫn lối khuyên cày cấu, Năm tháng thường người trọng việc nông. Cây cối tốt tươi, xanh dải phủ, Mùa màng mơn mởn, biếc mây chùng. Đã từng thuở nhỏ xem cày cấy, Vẫn vọng ơn sâu khắp núi sông. | ” |
| — Thường Mậu quan canh - vua Thiệu Trị | |   |